# Piense Sporting Clube
O Piense Sporting Clube é um clube de futebol português, localizado na vila alentejana de Pias (Serpa), município de Serpa, distrito de Beja.

## História
O clube foi fundado em 16-02-1944 e o seu presidente actual chama-se Rui Filipe Conceição Conduto Mestre
O PIENSE SPORTING CLUBE que hoje conhecemos, é o resultado do contributo de muita gente, uns mais anónimos que outros e remonta ao início dos anos 40

## Estádio
Estádio Municipal 1º de Maio, em Pias (relvado, com capacidade para 2.500 espectadores)

## Marca do equipamento
A equipa de futebol utiliza equipamento da marca ...

## Patrocínio
A equipa de futebol é patrocinada por...